# Biblia Jakuba Wujka
Biblia Jakuba Wujka, krótko Biblia Wujka – przekład Biblii na język polski wykonany przez jezuitę, ks. Jakuba Wujka, wydany w całości po raz pierwszy w roku 1599. Wujek pracował nad nim w latach 1584–1595.
Pełny tekst:  Biblii Wujka  w Wikiźródłach 

  Pobierz jako: EPUB   • PDF   • MOBI  

## Geneza oraz okoliczności wydania
Pod koniec XVI wieku istniały już dwa katolickie przekłady Pisma Świętego z łaciny na język polski. Była to rękopiśmienna Biblia królowej Zofii ukończona w latach 1453–1455 i obejmująca co najmniej Stary Testament oraz drukowana Biblia Leopolity z 1561. Istniały już też przekłady protestanckie z języków oryginalnych na język polski: Nowy Testament królewiecki z 1552, Biblia brzeska z 1563 czy Biblia nieświeska z 1572. Przekład Jakuba Wujka był kolejną próbą przetłumaczenia Biblii z łaciny na narodowy czyli na język polski. Dokonano go na zlecenie władz zakonnych po uzyskaniu odpowiedniej zgody papieża Grzegorza XIII. W odróżnieniu od wcześniejszych uważanych przez niektórych za niezbyt udane katolickich tłumaczeń zadaniem Jakuba Wujka miało być dokonanie przekładu:

 któryby y własnością y gładkoscią Polskiej mowy z każdym przyszłym zrównał, y prawdą a szczyrością wykładu wszystkie inne celował.

Podstawą przekładu Wujka był łaciński przekład przypisywany Hieronimowi – Wulgata, usankcjonowany dekretem soboru trydenckiego jako oficjalny tekst Kościoła rzymskokatolickiego w 1546 roku.
Tłumaczenie Wujka opierało się na Wulgacie lowańskiej, ale Wujek wykorzystał też hebrajski Stary i grecki Nowy Testament korzystając z tekstu Poligloty antwerpskiej. W 1593 roku Wujek dokładnie skonfrontował tekst swego przekładu z tekstem „Wulgaty klementyńskiej”.
W roku 1593 ukazał się przekład Nowego Testamentu, przedrukowany z poprawkami i psalmami w 1594 roku, oraz czterokrotnie w wieku XVII. Pełny przekład został ukończony w roku 1595, ponieważ jednak oparty był na Wulgacie lowańskiej, jezuici zobowiązani byli dokonać rewizji przekładu celem dostosowania go do brzmienia Wulgaty klementyńskiej. Praca komisji rewizyjnej zajęła kilka lat i cały oficjalny przekład całej Biblii ukazał się dopiero dwa lata po śmierci Jakuba Wujka – w roku 1599. Wprowadzone przez komisję rewizyjną przekładu Wujka zmiany i poprawki były liczne i poważne, i w różnej skali dotknęły tekst autorski, jednak mimo to przekład ten przeszedł do historii jako przekład Wujka.
Przekład ten zastąpił nieudaną Biblię Leopolity i pełnił rolę podstawowego polskiego przekładu katolickiego przez 367 lat, aż do opracowania Biblii Tysiąclecia jako pierwszego katolickiego tłumaczenia na język polski z języków oryginalnych (1965).

## Charakterystyka przekładu

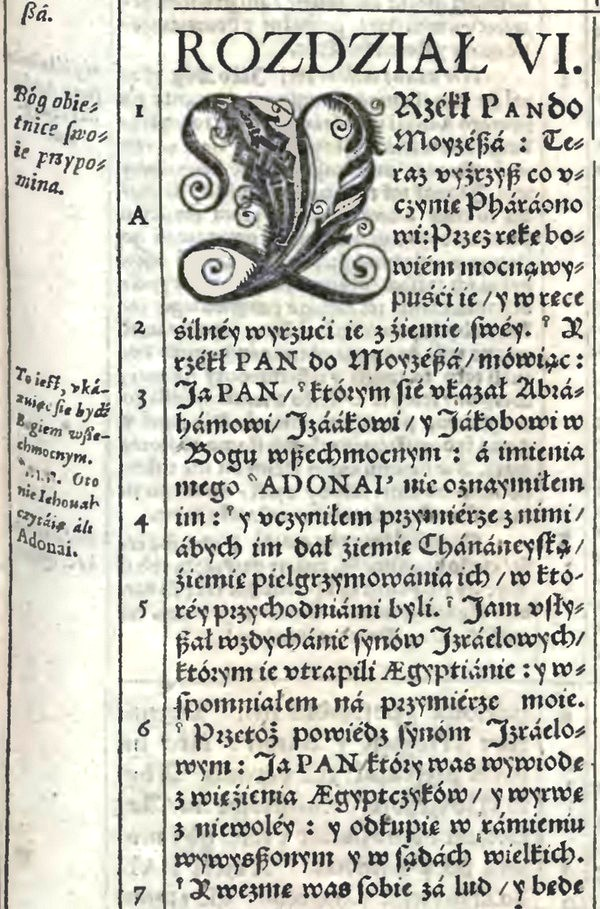
Początek 6 rozdziału Księgi Wyjścia w Biblii Wujka z 1599. Imię Boże oddane jako „Adonai”.

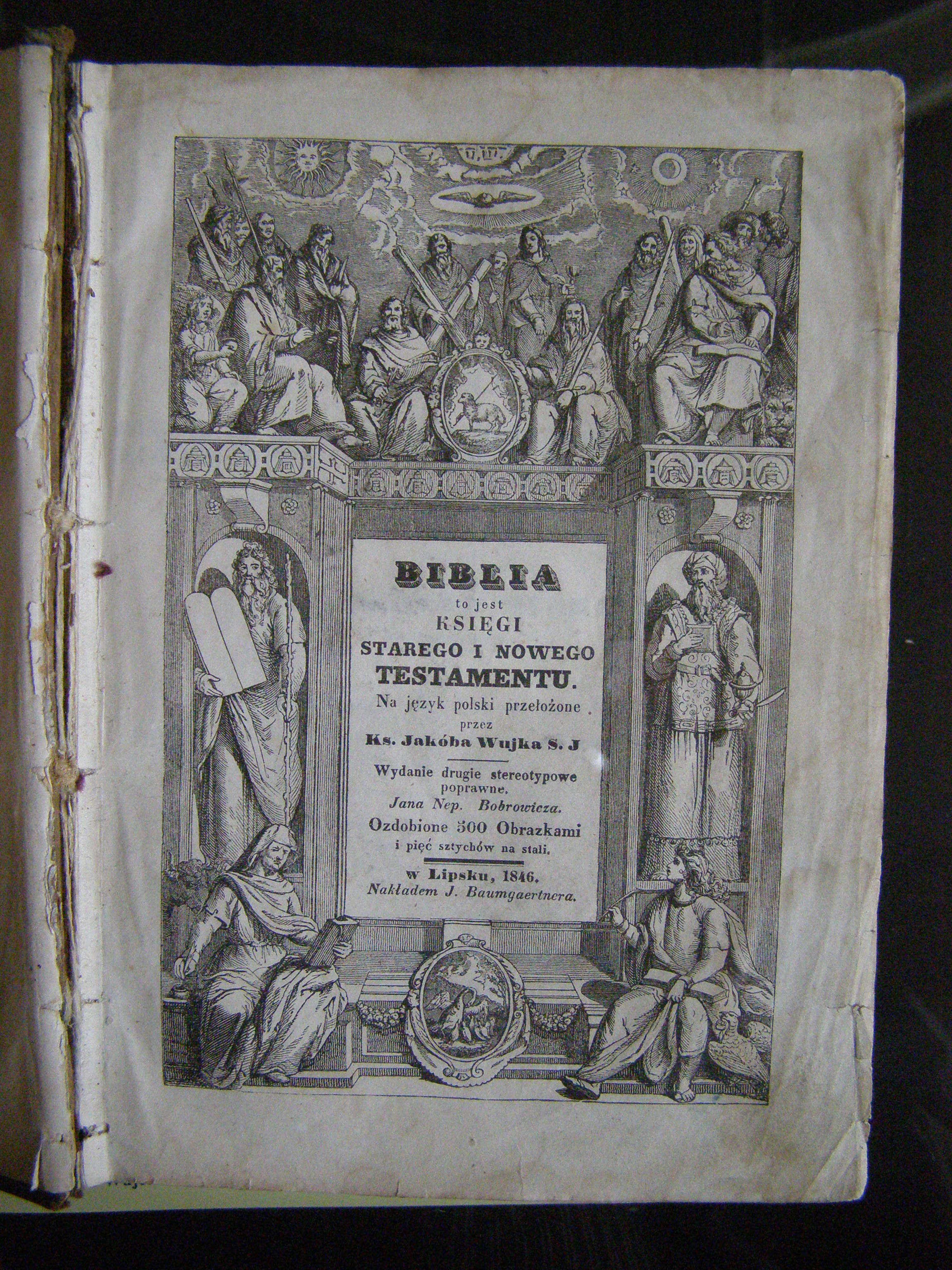
Drugie wydanie z ilustracjami – egzemplarz Uniwersytetu Wileńskiego

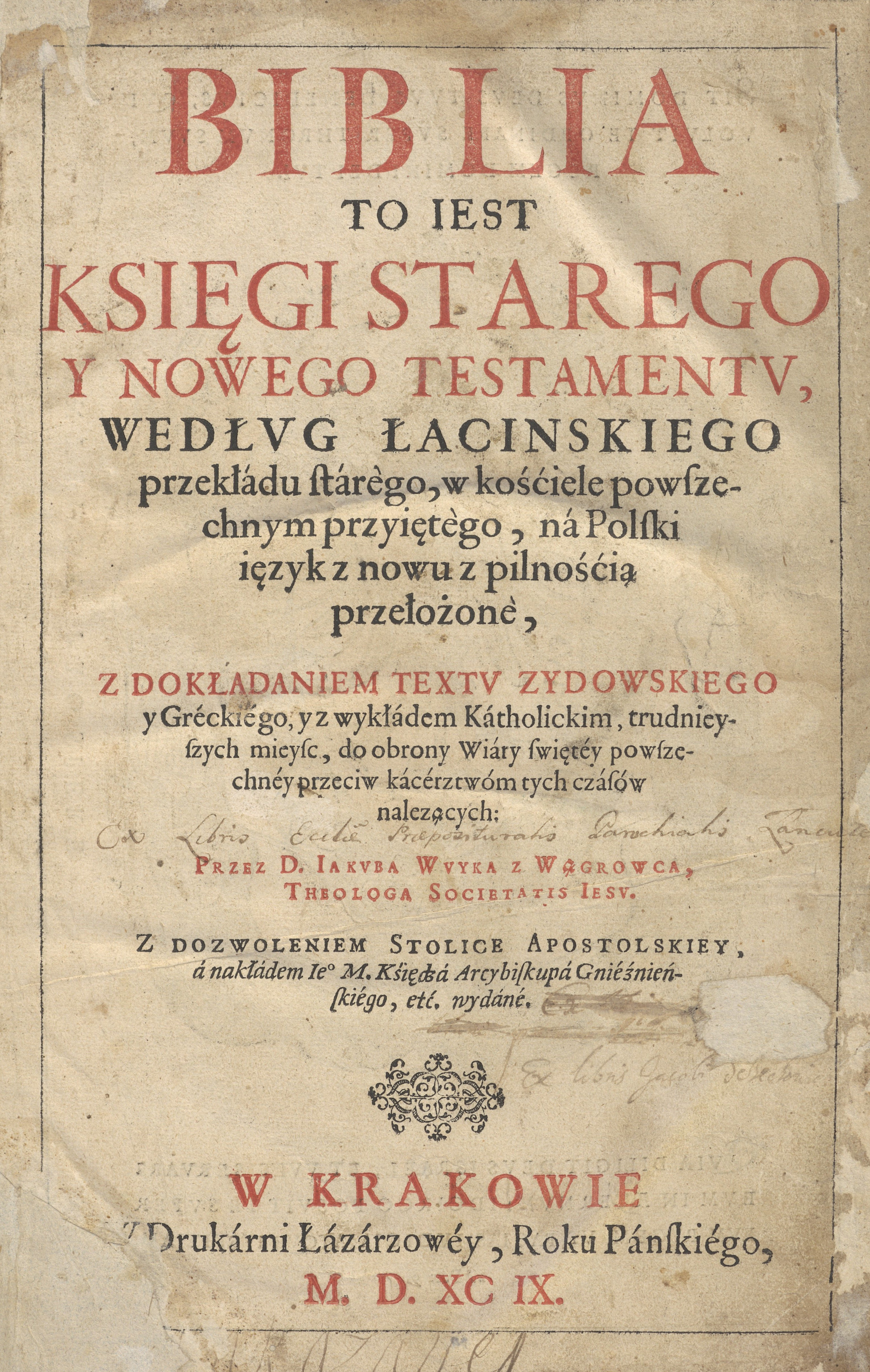
Wydanie Biblii Wujka z 1599 roku

Za podstawę przekładu służyła łacińska Wulgata – jednak harmonizowana według znanych w XVI wieku opracowań tekstów greckich (m.in. Textus receptus), a wszystkie rozbieżności opisywane były w przypisach. Jak pisze ks. prof. Tomasz Jelonek: „w pracy nad przekładem ks. Wujek doceniał znaczenie tekstu greckiego dla wiernego oddania miejsc trudniejszych, choć zasadniczo tłumaczył z Wulgaty.”
Jest to o tyle istotne, że zarówno niedoskonała znajomość hebrajskiego Hieronima, a przede wszystkim kumulacja błędów kopistów w ciągu bez mała tysiąca lat spowodowała, że w wielu miejscach Wulgata była w ogóle niezrozumiała, a nawet bezsensowna. Błędy Wulgaty były znane, gdyż uczeni w XV i XVI wieku (Lorenzo Valla, Jacques Lefèvre d’Étaples czy Erazm z Rotterdamu) niejednokrotnie wskazywali na nie (szczególnie w tekście Starego Testamentu), dokonywali też własnych przekładów, jednak żaden z nich nie zdobył uznania i nie zdołał zastąpić Wulgaty. Wujek podawał w przypisach znaczenie tekstu oryginalnego (hebrajskiego lub greckiego), ułatwiając w ten sposób zrozumienie tekstu. Nie zdołał jednak ominąć błędów Wulgaty. Na przykład tekst Księgi Izajasza 5,1 oddał za Wulgatą Winnicę nabył mój miły na rogu, synu oliwy (dla porównania Biblia Tysiąclecia idąc za oryginalnym tekstem hebrajskim: Przyjaciel mój miał winnicę na żyznym pagórku).
Przedmowy do poszczególnych ksiąg zostały opatrzone dość ostro sformułowanymi opiniami o przekładach protestanckich (stanowiły one odzwierciedlenie ówczesnych poglądów katolickich).

## Język przekładu
Tekst przekładu oddawał dobrze wiele odcieni znaczeniowych oryginału, uwzględnionych także w Wulgacie przez Hieronima. Przykładem tej staranności może być np. użycie w tłumaczeniu Księgi Rodzaju słów mąż / mężyna dla oddania łacińskiego vir / virago. We współczesnych przekładach jest zwykle: mężczyzna / niewiasta (lub kobieta), co nie uwypukla w taki sposób jak w oryginale związku mężczyzny z kobietą. Z drugiej strony – narażało to tłumacza na krytykę z powodu używania neologizmów. Większość z nich została jednak zaakceptowana przez władze kościelne i przez odbiorców przekładu, przyczyniając się do wzbogacenia i „uplastycznienia” języka polskiego.
Wujek korzystał z pracy swoich poprzedników – także przekładów protestanckich – szczególnie pod względem językowym. Wujek zachował stare wyrażenia i dawną terminologię religijną, odrzucając:

„sprośności słów nowości, terminy starym chrześcijanom niesłychane, które nowowiernicy wznoszą, aby z kościołem katolickim zgoła nic spólnego niemieli”. 
Język przekładu Wujka cechuje prostota, a jednocześnie poważny, wręcz namaszczony styl.
Dwudziestowieczne polskie przekłady biblijne nie pozostawały obojętne wobec tradycji przekładu Wujka. Niektóre nawiązywały do niego np. przekład Eugeniusza Dąbrowskiego, inne z kolei świadomie unikały Wujkowego stylu, np. przekład Seweryna Kowalskiego, Biblia Tysiąclecia.

## Wydania
Wydania Nowego Testamentu (XVI, XVII oraz XVIII wiek):
- 1593 , Kraków
- 1594 – Nowy Testament z poprawkami uwzględniającymi większą zgodność z Wulgatą
- 1605, Kraków
- 1617, Kraków
- 1621. bcdl.pl. [zarchiwizowane z tego adresu (2019-01-11)]., Kraków
- 1647. bcdl.pl. [zarchiwizowane z tego adresu (2019-01-11)]., Kraków
- 1772, Chełmno

Wydań z XIX wieku oraz z wieku XX (do końca II Wojny Światowej) było około 60.
Wydania całości (Stary i Nowy Testament – XVI do połowy XIX wieku):
- 1599, Kraków
- 1740, Wrocław (część 1 oraz część 2)
- 1771, Wrocław (tzw. wydanie akademickie - tekst polski i łacina, w roku 1806 ponownie wydane z inną kartą tytułową)
- 1821, Warszawa (część 1 oraz część 2)
- 1822, Moskwa (część 1 oraz część 2)
- 1838, Lipsk (część 1 oraz część 2), kolejne wydania miały zmieniony NT (kolejne wydanie z lat 1844 - 1846) (w wydaniach tych pierwszy raz zawarto ilustracje)
- 1840, Lwów (część 1, część 2 oraz część 3), w 1843 r. we Wrocławiu pojawić się mialo wznowienie tego wydania.

Od początku swej historii, do czasu pojawienia się Biblii Tysiąclecia, było przynajmniej 37 wydań całościowych. Kolejne wydania niewymienione wcześniej miały miejsce w: Krakowie (1935, 1956 - tylko ST, 1962); Lipsku (1854-58,1858-60,1862-75,1898,1899); Londynie (1945-48 nieukończone); Poznaniu (1888-91,1926-32 nieukończone); Pulaski Wisconsin (1962), Toledo Ohio (1911); Warszawie (1873-74,1878,1885-87,1889-90,1893-95,1896,1909,1923,1928,1950,1960); Wiedniu (1899); Wilnie (1861-64; 1896-98; 1907). 
Wydania współczesne (tekst Wujka poddany był korekcie):
- 1900 (i wydania kolejne 1913, 1923, 1928) – korekta tekstu NT autorstwa ks. Antoniego Szlagowskiego.
- 1926-1932 (Poznań) tzw. I Biblia Poznańska (nie mylić z II Biblią Poznańską z lat 1973-75)[14]. Wydanie nieukończone (nie wydano Listów Apostolskich oraz Apokalipsy).
- 1935 (Kraków) tzw. Biblia Krakowska (nie mylić z Biblią Leopolity z 1561 r. także nazywaną "Krakowską")[14] w korekcie księży Stanisława Stysia (ST) oraz Jana Rostworowskiego (NT). Tekst NT był później jeszcze poddawany kolejnym poprawkom i ukazywał się osobno (korekta pod red. ks. Ludwika Semkowskiego z 1936 r.)
- 1962 – tekst poprawiony przez ks. Władysława Lohna.
- 1999 – transkrypcja typu „B” oryginalnego tekstu z XVI w. i wstępy, oprac. ks. Janusza Frankowski.

W 2010 roku pojawiło się faksymilie w serii wydawniczej Biblia Slavica.
Z Biblii Wujka korzystali chrześcijanie różnych wyznań. Powstałe w 1816 Towarzystwo Biblijne w Polsce rozpowszechniło w pierwszym roku działalności 18 tysięcy egzemplarzy przekładu. Był on wydawany przez Towarzystwo do lat 60. XX wieku – bez przypisów i ksiąg deuterokanonicznych.